# O amor, o sorriso e a flor
O amor, o sorriso e a flor è il secondo album del cantante e chitarrista brasiliano João Gilberto, pubblicato dalla Odeon nel 1960.

## Tracce
1. Samba de uma nota só - (Antonio Carlos Jobim, Newton Mendonça) -
2. Doralice - (Antônio Almeida, Dorival Caymmi) -
3. Só em teus braços - (Antonio Carlos Jobim) -
4. Trêvo de quatro folhas (I'm Looking Over a Four Leaf Clover) - (M.Dixon, H. Woods, parole di Nilo Sergio) -
5. Se é tarde me perdôa - (Carlos Lyra, Ronaldo Boscoli) -
6. Um abraço no Bonfá - (João Gilberto) -
7. Meditação - (Antonio Carlos Jobim, Newton Mendonça) -
8. O pato - (Jayme Silva, Neuza Teixeira) -
9. Corcovado - (Antonio Carlos Jobim) -
10. Discussão - (Antonio Carlos Jobim, Newton Mendonça) -
11. Amor certinho - (Roberto Guimarães) -
12. Outra vez - (Antonio Carlos Jobim) -